# Diplusodon appendiculosus
Diplusodon appendiculosus är en fackelblomsväxtart som beskrevs av A. Lourteig. Diplusodon appendiculosus ingår i släktet Diplusodon och familjen fackelblomsväxter. Inga underarter finns listade i Catalogue of Life.